# Hypogastrura carpatica
Hypogastrura carpatica är en urinsektsart som beskrevs av Josef Nosek 1962. Hypogastrura carpatica ingår i släktet Hypogastrura och familjen Hypogastruridae. Inga underarter finns listade i Catalogue of Life.